# BUNRAKU (映画)
『BUNRAKU』（ブンラク、原題: Bunraku）は、2010年のアメリカ合衆国のファンタジーアクション映画。本作は、日本の古典芸能である“文楽”にインスパイアされて生み出されたため『BUNRAKU』のタイトルがついた。第23回東京国際映画祭特別上映作品。撮影期間は2008年4月17日から同年6月23日。

## ストーリー
核戦争後の荒廃した世界。ニコラという男が牛耳る街に、二人の男が姿を現す。一人はニコラに勝負を挑むためやって来た流れ者。そしてもう一人はヨシというサムライで、曾祖父の代に奪われた家宝の竜の紋章を取り戻すためにやって来たのだ。しかし、日本料理店を営むヨシの叔父がニコラの手下に殺され、叔父の娘モモコが拉致されてしまう。ニコラと因縁を持つバーテンダーによって引き合わされた二人は、ニコラに挑むため共闘する事になる。

## エピソード
- 本作は一切スタントマンを使わず、出演者自らハードなアクションとそれを行う為のとても厳しいトレーニングを行っている。
- 出演者のGACKTが初めてハリウッド出演した作品。
- GACKTによると撮影があまりにも過酷かつ壮絶を極めたそうで、撮影中の際にジョシュ・ハートネットから地面に叩きつけられたことで頭を打ってしまい、救急車で搬送されたことや、歯が1本折れてしまい、撮影が終わるまで接着剤で応急処置をして過ごしたことを明かしている。

## キャスト
※括弧内は日本語吹替
- 流れ者 - ジョシュ・ハートネット（森川智之）
- ヨシ - GACKT（GACKT）
- バーテンダー - ウディ・ハレルソン（原康義）
- ニコラ - ロン・パールマン（廣田行生）
- キラーナンバー2 - ケヴィン・マクキッド（池田秀一）
- アレクサンドラ - デミ・ムーア（水野ゆふ）
- ヨシの叔父（モモコの父） - 菅田俊（山内健嗣）
- モモコ - 海保エミリ（大関英里）
- 語り - マイク・パットン（野島昭生）